# Paris–Roubaix 1921

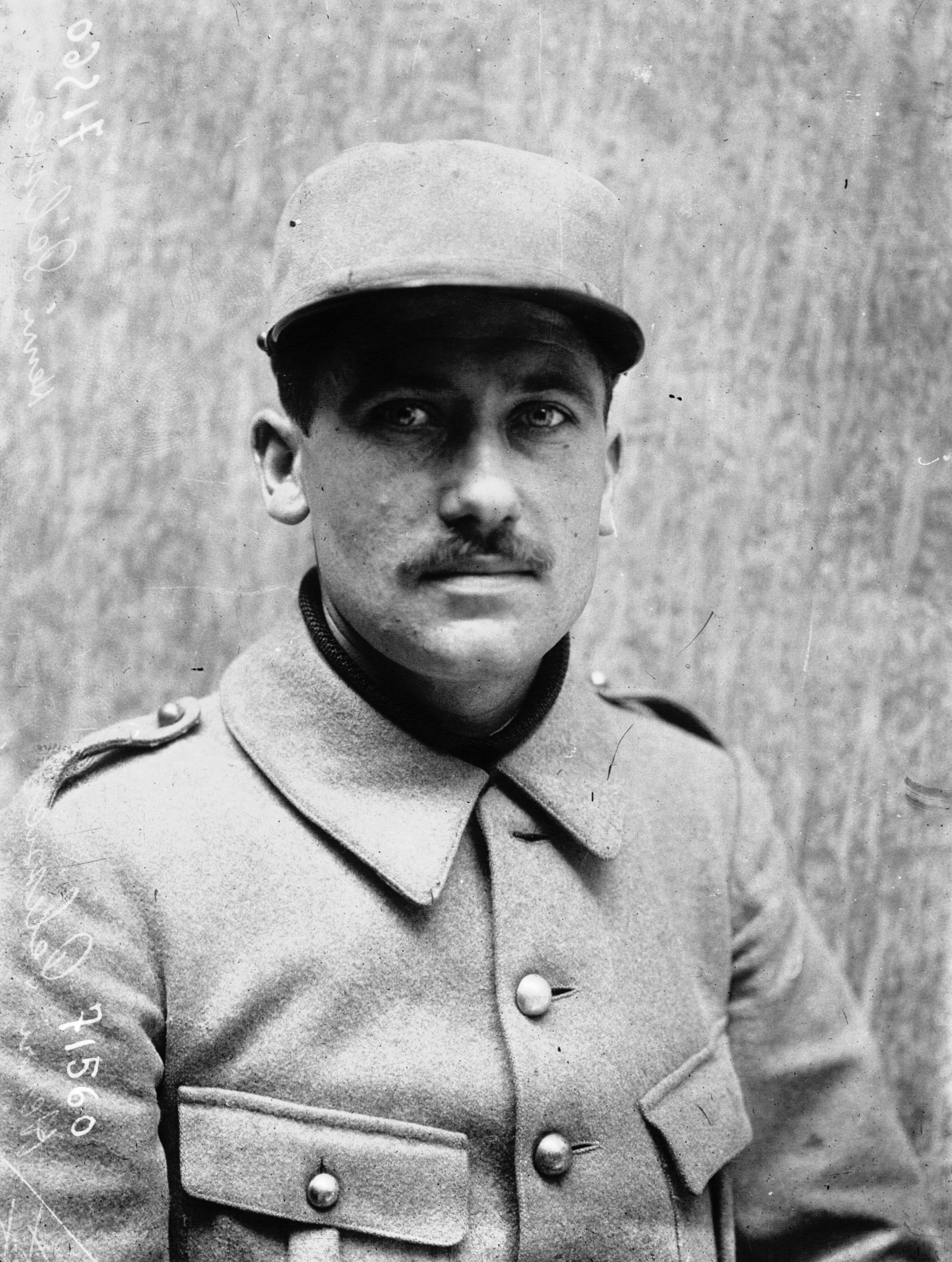
Henri Pélissier

Das Eintagesrennen Paris–Roubaix 1921 war die 22. Austragung des Radsportklassikers und fand am Sonntag, den 27. März 1921, statt.
Das Rennen ging von Chatou aus über 263 Kilometer; es herrschte schönes Wetter und Rückenwind. 130 Rennfahrer starteten, von denen sich 48 platzieren konnten. Der Sieger Henri Pélissier absolvierte das Rennen mit einer Durchschnittsgeschwindigkeit von 29,09 km/h.
Wie geplant attackierte Henri Pélissier an einer Steigung bei Doullens, mit seinem Bruder Francis am Hinterrad. Henri Pélissier fuhr davon, und sein Bruder hielt die folgenden Fahrer in Schach. Henri Pélissier fuhr zum Sieg. Francis wurde Zweiter, obwohl er kurz vor dem Ziel auf der Avenue des Villas in Roubaix einen Reifendefekt hatte und das Rennen mit einem Platten zu Ende fahren musste.